# 2012年环意自行车赛

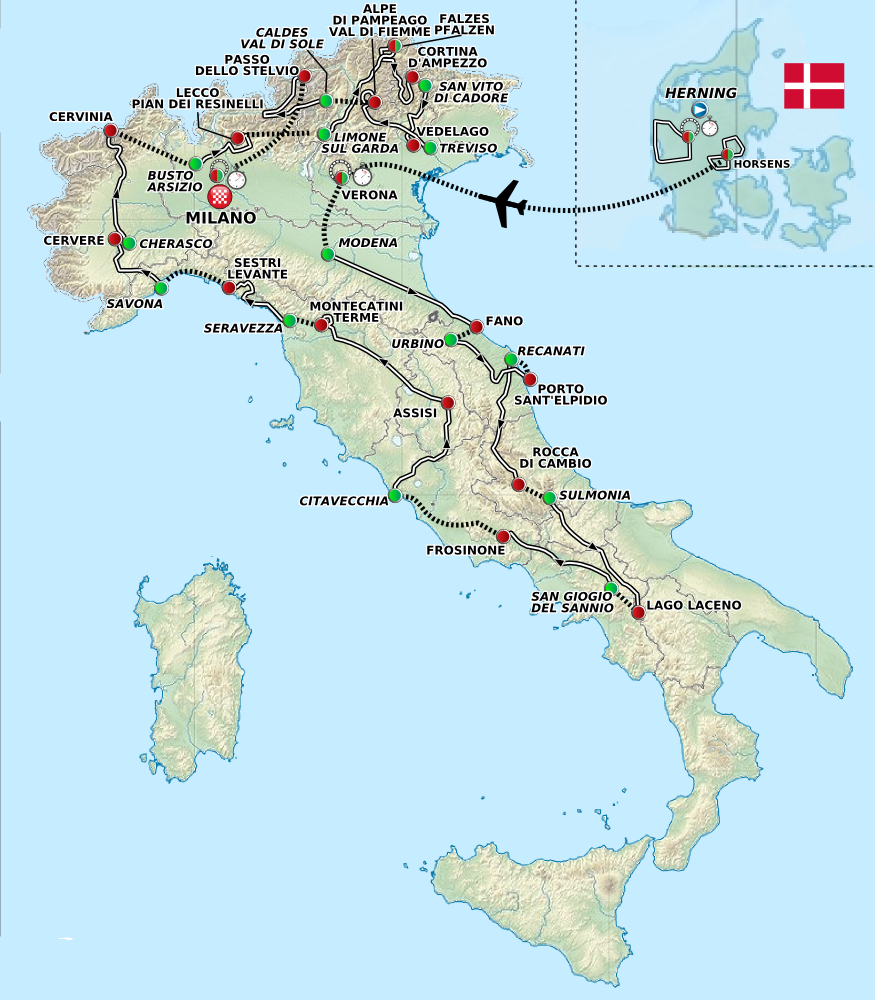

2012年环意自行车赛，为第95届环意自行车赛。比赛日期为2012年5月5日至27日。本届环意自行车赛始于丹麦海宁，结束于米兰。个人总冠军由美国佳明车队的加拿大籍车手莱德·赫斯杰多尔获得。莱德·赫斯杰多尔因此成为第一个获得顶级自行车赛冠军的加拿大人。俄罗斯喀秋莎车队的西班牙籍车手华金·罗德里格斯获得亚军，荷兰瓦坎索莱伊车队的比利时籍车手托马斯·德根特获得季军。